# Boudy-de-Beauregard
Boudy-de-Beauregard is een gemeente in het Franse departement Lot-et-Garonne (regio Nouvelle-Aquitaine) en telt 356 inwoners (1999). De plaats maakt deel uit van het arrondissement Villeneuve-sur-Lot.

## Geografie
De oppervlakte van Boudy-de-Beauregard bedraagt 10,1 km², de bevolkingsdichtheid is 35,2 inwoners per km².
De onderstaande kaart toont de ligging van Boudy-de-Beauregard met de belangrijkste infrastructuur en aangrenzende gemeenten.

## Demografie
Onderstaande figuur toont het verloop van het inwonertal (bron: INSEE-tellingen).

1. ↑  Populations de référence 2022.